# Црква Свете Тројице у Доњој Пискавици
Црква Цвете Тројице је парохијски храм Српске православне цркве који припада Епархији бањалучкој. Налази се у Пискавици, у близини Бања Луке, Република Српска, Босна и Херцеговина. Освештан је 8. септембра 1996. године.